# Let the Beat Control Your Body
Let the Beat Control Your Body is een nummer van de Belgisch-Nederlandse danceact 2 Unlimited uit 1994. Het is de vijfde en laatste single van hun tweede studioalbum No Limits.
In de eerste helft van de jaren '90 kon het succes niet op voor 2 Unlimited. Ze scoorden hit na hit; "Let the Beat Control Your Body" was daar één van. Het nummer werd een grote danshit in Europa, en wist in diverse landen een top 10-notering binnen te slepen. Zo ook in het Nederland, met een 2e positie in de Nederlandse Top 40. Het waren Paul de Leeuw met Ik wil niet dat je liegt en Cappella met Move on Baby die het nummer van de nummer 1-positie af hielden. In de Vlaamse Radio 2 Top 30 bereikte de plaat de 4e positie.
"Let the Beat Control Your Body" werd genomineerd voor een MTV Award in de categorie 'Best Song', maar greep uiteindelijk naast de prijs.